# Helen Slater
Helen Slater (Long Island (New York), 15 december 1963), geboren als Helen Rachel Schlacter, is een Amerikaanse actrice, zangeres en songwriter.

## Biografie
Slater heeft de high school doorlopen aan de Great Neck South High School in Nassau County (New York) en aan de High School of Performing Arts in New York waar zij in 1982 haar diploma haalde.
Slater is in 1989 getrouwd en heeft uit dit huwelijk een kind.

## Filmografie

### Films
- 2023 Chantilly Bridge - als Hannah
- 2021 Confetti - als dr. Wurmer
- 2016 DC Super Hero Girls: Hero of the Year - als Martha Kent (stem)
- 2015 A Remarkable Life - als Iris
- 2014 The Curse of Downers Grove – als Diane
- 2013 The Good Mother - als Cheryl
- 2012 Model Minority – als mrs. Ambrose
- 2011 Rock the House – als Diane
- 2011 Beautiful Wave – als Jane
- 2006 Jane Doe: The Harder They Fall – als Stella Andre
- 2004 Seeing Other People – als Penelope
- 2001 Nowhere in Sight – als Carly Bauers
- 2000 American Adventure – als Kathy
- 1999 Carlo's Wake – als Lisa Torello
- 1998 Best Friends for Life – als Pammy Cahill
- 1997 Toothless – als moeder van Katherine
- 1995 No Way Back – als Mary
- 1995 The Steal – als Kim
- 1994 Parallel Lives – als Elsa Freedman
- 1994 Lassie – als Laura Turner
- 1994 Couples – als Nina
- 1993 A House in the Hills – als Alex Weaver
- 1993 Chantilly Lace – als Hannah
- 1993 12:01 – als Lisa Fredericks
- 1993 Betrayal of the Dove – als Ellie West
- 1991 City Slickers – als Bonnie Rayburn
- 1990 Capital News – als Anne McKenna
- 1990 The Great Air Race – als Jacqui Cochrane
- 1989 Happy Together – als Alexandra Page
- 1988 Sticky Fingers – als Hattie
- 1987 The Secret of My Succe$s – als Christy Wills
- 1986 Ruthless People – als Sandy Kessler
- 1985 The Legend of Billie Jean – als Billie Jean
- 1984 Supergirl – als Kara Zor-El / Linda Lee / Supergirl

### Televisieseries
Uitgezonderd eenmalige gastrollen.
- 2015 - 2021 Supergirl - als Eliza Danvers - 13 afl.
- 2014 The Young and the Restless - als dr. Chiverton - 4 afl.
- 2011 – 2013 The Lying Game – als Kristin Mercer – 30 afl.
- 2010 – 2011 Gigantic – als Jennifer Brooks – 10 afl.
- 2007 – 2010 Smallville – als Lara-El – 2 afl.
- 1997 – 1998 Michael Hayes – als Julie Siegel – 3 afl.
- 1992 – 1994 Batman: The Animated Series – als Talia al Ghul (stem) – 3 afl.
- 1990 Capital News – als Anne McKenna – 13 afl.

## Discografie
- 2015 The Ugly Duckling
- 2013 Myths of Ancient Greece
- 2010 Shine
- 2005 Crossword
- 2003 One of These Days

- Bibsys: 8069508
- Biblioteca Nacional de España: XX1287960
- Bibliothèque nationale de France: cb14044376k (data)
- Catàleg d'autoritats de noms i títols de Catalunya: 981058508175906706
- Gemeinsame Normdatei: 1148864229
- International Standard Name Identifier: 0000 0000 7357 1657
- Library of Congress Control Number: n99046289
- MusicBrainz: 3388a371-8226-4d8b-a89a-fbd989bbf6e0
- Nationale Bibliotheek van Polen: a0000002025168
- Nederlandse Thesaurus van Auteursnamen: 229851738
- SNAC: w6wf1rrq
- Système universitaire de documentation: 25273243X
- Virtual International Authority File: 11639903
- WorldCat: E39PBJwmRYhYJvBpwWqMTqKWXd